# 大森町駅
大森町駅（おおもりまちえき）は、東京都大田区大森西三丁目にある、京浜急行電鉄（京急）本線の駅である。駅番号はKK09。

## 歴史
- 1901年（明治34年）2月1日：六郷橋駅 - 大森停車場前駅開業に伴い山谷駅として開業[2]。
- 1906年（明治39年）：軌道変更に伴い新設された軌道上に移転[2]。
- 時期不詳：大森山谷駅に改称。
- 1945年（昭和20年）7月1日：付近の戦災被害が激しいことを理由として休止[3]。
- 1949年（昭和24年）6月1日：休止期間中に特に支障がなく、付近復旧の見込みがないことを理由として廃止[3]。
- 1952年（昭和27年）12月15日：大森町駅として再開業。
- 1982年（昭和57年）3月：ホーム有効長を6両編成分に延長。
- 1984年（昭和59年）12月：駅舎改築。
- 2001年（平成13年）1月：高架化工事開始。
- 2007年（平成19年）4月29日：構内踏切撤去。
- 2010年（平成22年）5月16日：上りホーム高架化[4]。
- 2012年（平成24年）10月21日：下りホーム高架化により、高架化工事完了[5]。

## 駅構造
相対式ホーム2面2線を有する。
2000年度から平和島駅 - 六郷土手駅間では連続立体交差事業の上下線高架化が2012年10月に完成したため、上下線とも高架駅となっている。なお、工事開始後も本線の駅としては最後まで構内踏切が存在していたが、工事の進捗に伴い2007年4月28日をもって廃止された。構内踏切廃止後の一時期は改札口が上下線で別々となっていたが、2011年頃に下り線ホームを旧上り線ホームの位置に移設したことにより、再び上下共用となった。
上り線には、2007年5月21日から2010年5月13日まで臨時改札口が設置されていた。この改札口は定期券とPASMO・Suicaのみ使用可能で、供用時間は平日の7時から9時までであった。
駅簡易自動放送は、1番線が関根正明、2番線が大原さやかが担当している。

### のりば
| 番線 | 路線 | 方向 | 行先                              |
| ---- | ---- | ---- | --------------------------------- |
| 1    | 本線 | 下り | 羽田空港方面 / 横浜・三浦海岸方面 |
| 2    | 本線 | 上り | 品川・新橋方面                    |

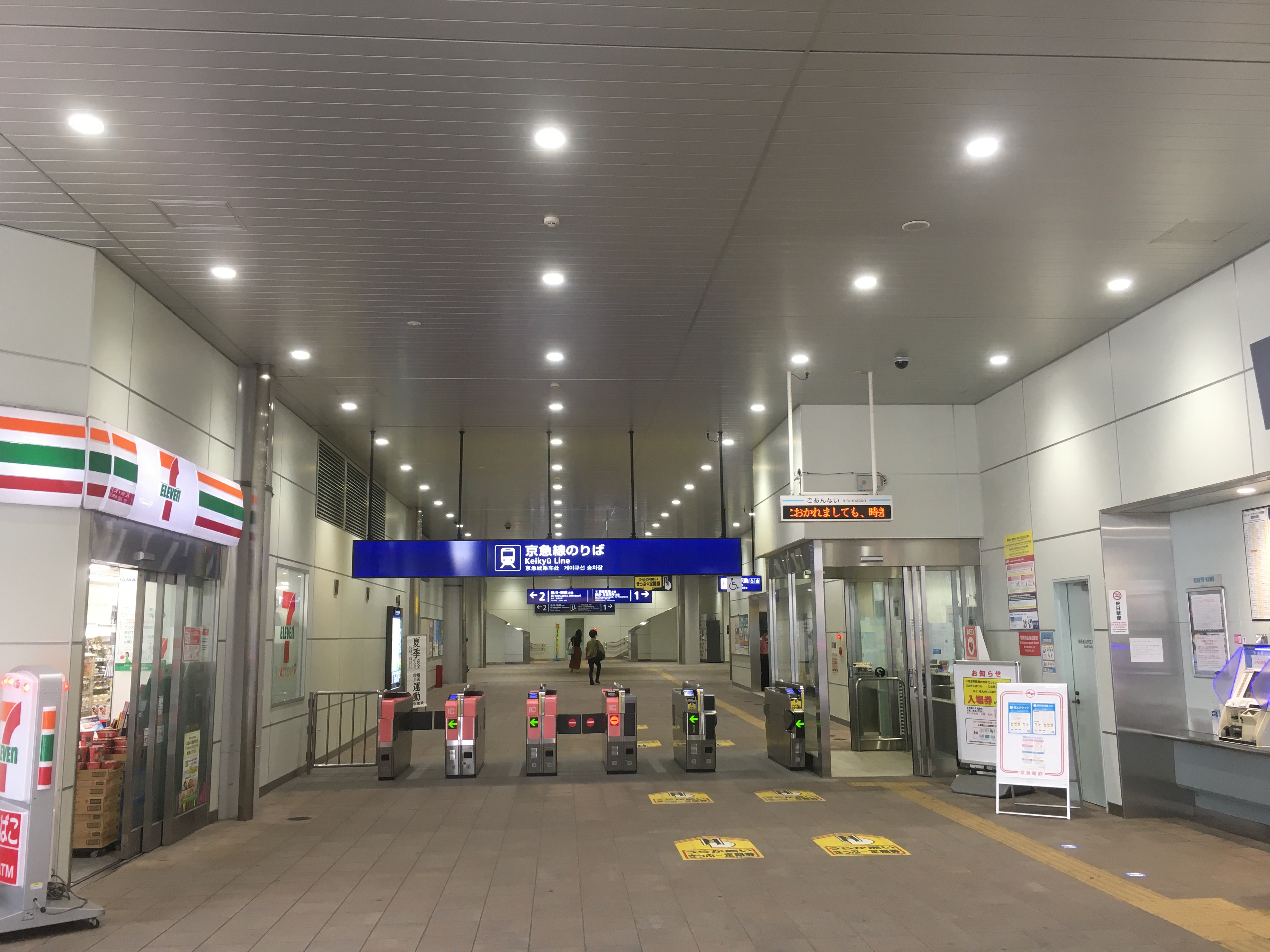
改札（2020年7月）
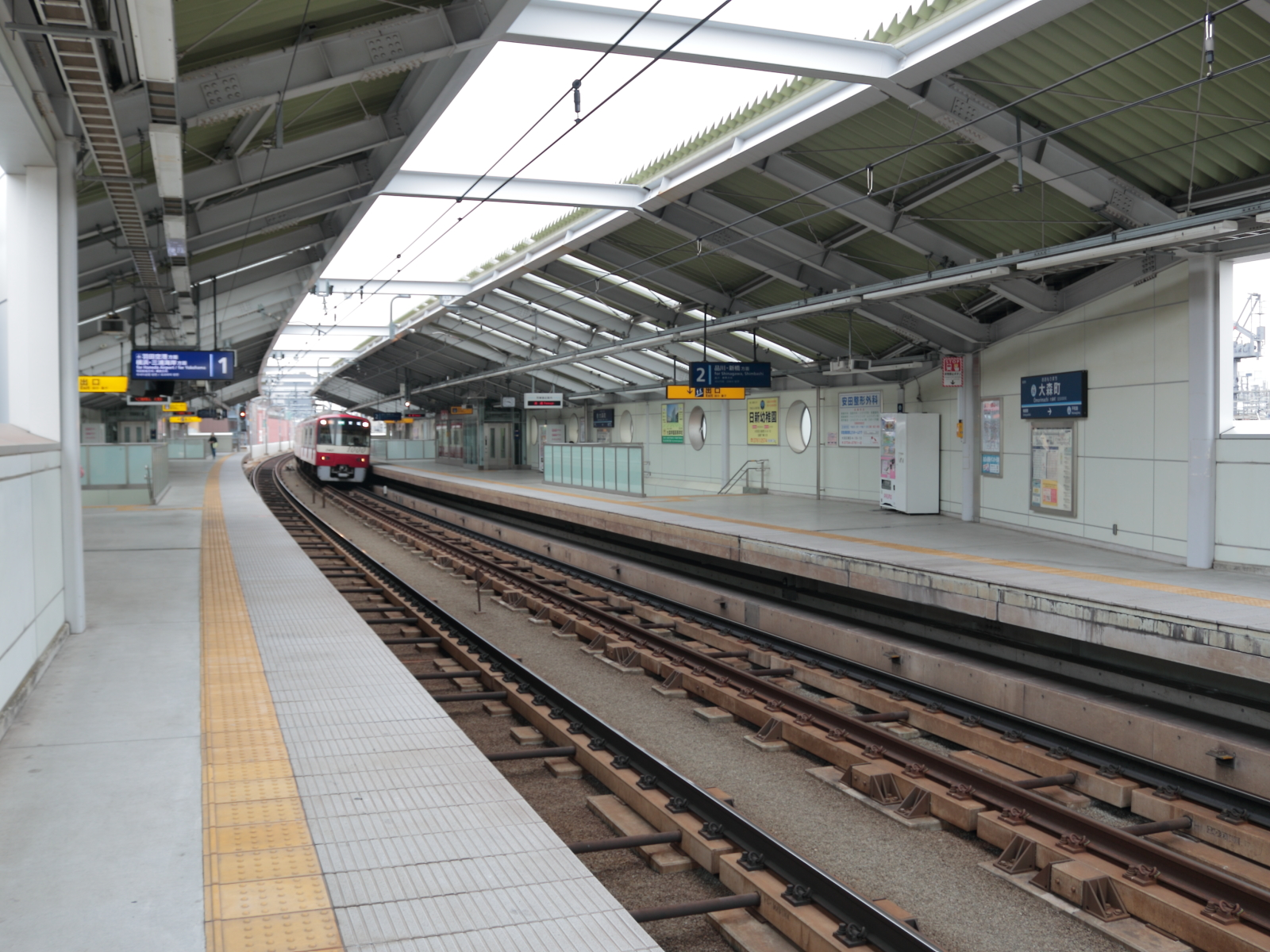
ホーム（2016年3月）
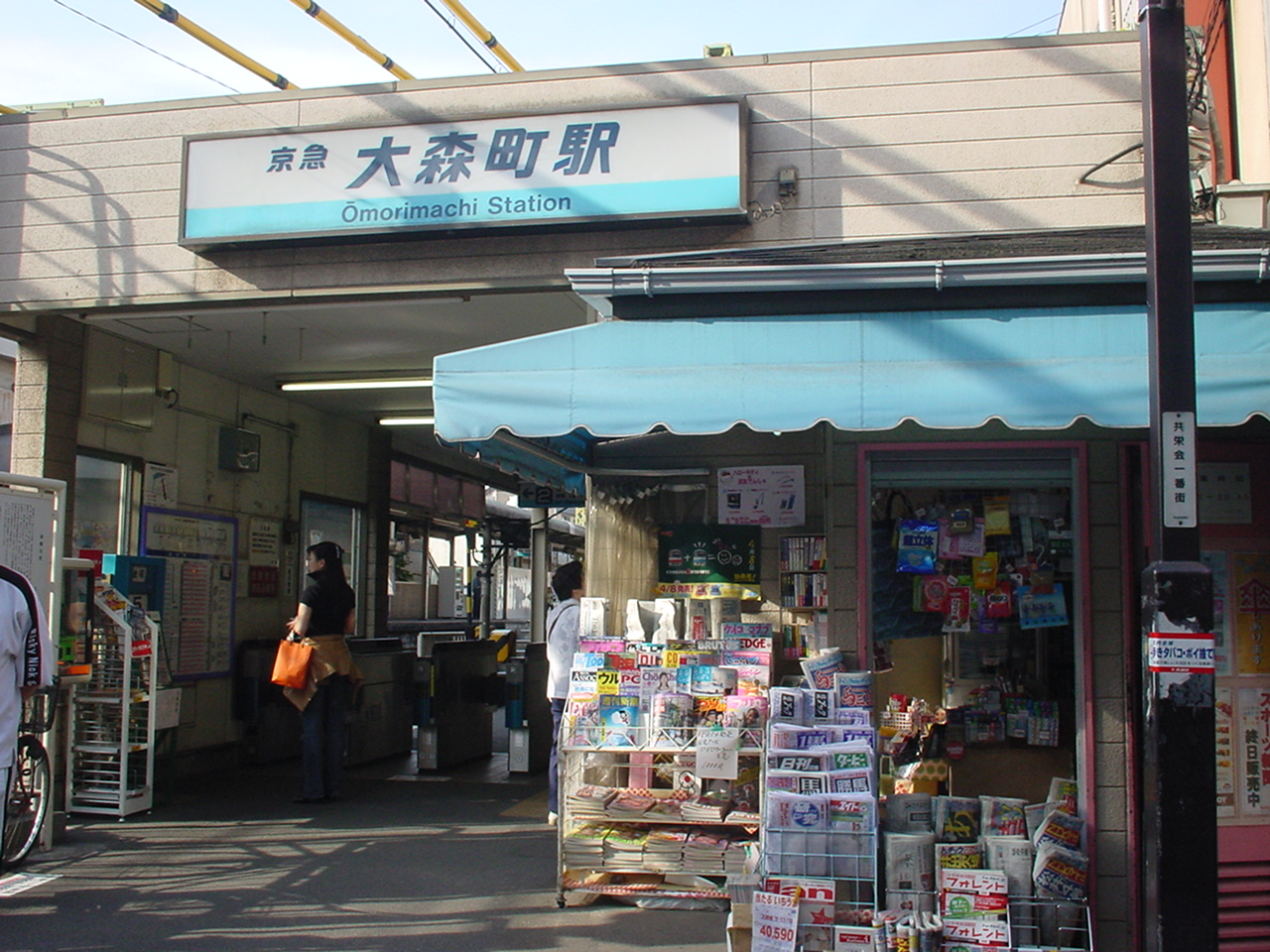
旧駅舎（2006年5月）

## 利用状況
2024年（令和6年）度の1日平均乗降人員は21,817人で、京急線全72駅中28位。
近年の1日平均乗降・乗車人員の推移は下表の通り。
| 年度               | 1日平均 乗降人員 | 1日平均 乗車人員 | 出典     |
| ------------------ | ---------------- | ---------------- | -------- |
| 1990年（平成02年） |                  | 9,005            | [ * 1 ]  |
| 1991年（平成03年） |                  | 8,923            | [ * 2 ]  |
| 1992年（平成04年） |                  | 8,934            | [ * 3 ]  |
| 1993年（平成05年） |                  | 8,764            | [ * 4 ]  |
| 1994年（平成06年） |                  | 8,362            | [ * 5 ]  |
| 1995年（平成07年） |                  | 8,481            | [ * 6 ]  |
| 1996年（平成08年） |                  | 8,219            | [ * 7 ]  |
| 1997年（平成09年） |                  | 8,019            | [ * 8 ]  |
| 1998年（平成10年） |                  | 8,129            | [ * 9 ]  |
| 1999年（平成11年） |                  | 8,071            | [ * 10 ] |
| 2000年（平成12年） |                  | 8,044            | [ * 11 ] |
| 2001年（平成13年） |                  | 7,986            | [ * 12 ] |
| 2002年（平成14年） |                  | 8,192            | [ * 13 ] |
| 2003年（平成15年） | 16,708           | 8,257            | [ * 14 ] |
| 2004年（平成16年） | 16,725           | 8,282            | [ * 15 ] |
| 2005年（平成17年） | 16,707           | 8,290            | [ * 16 ] |
| 2006年（平成18年） | 17,243           | 8,570            | [ * 17 ] |
| 2007年（平成19年） | 17,869           | 8,852            | [ * 18 ] |
| 2008年（平成20年） | 18,067           | 8,967            | [ * 19 ] |
| 2009年（平成21年） | 17,950           | 8,899            | [ * 20 ] |
| 2010年（平成22年） | 17,652           | 8,734            | [ * 21 ] |
| 2011年（平成23年） | 17,160           | 8,486            | [ * 22 ] |
| 2012年（平成24年） | 17,743           | 8,795            | [ * 23 ] |
| 2013年（平成25年） | 18,827           | 9,345            | [ * 24 ] |
| 2014年（平成26年） | 18,827           | 9,573            | [ * 25 ] |
| 2015年（平成27年） | 20,039           | 9,932            | [ * 26 ] |
| 2016年（平成28年） | 20,829           | 10,340           | [ * 27 ] |
| 2017年（平成29年） | 21,415           | 10,627           | [ * 28 ] |
| 2018年（平成30年） | 22,276           | 11,063           | [ * 29 ] |
| 2019年（令和元年） | 22,573           | 11,202           | [ * 30 ] |
| 2020年（令和02年） | 16,935           |                  |          |
| 2021年（令和03年） | 17,825           |                  |          |
| 2022年（令和04年） | 19,215           |                  |          |
| 2023年（令和05年） | 20,738           |                  |          |
| 2024年（令和06年） | 21,817           |                  |          |

## 駅周辺

### 官公庁・公共施設
- 警視庁 大森警察署

### 教育機関
- 大森学園高等学校（旧：大森工業高等学校）

### 史跡・自然
- 大森ふるさとの浜辺公園

### 店舗
- マチノマ大森

### 交通
- 国道15号
- 国道131号

## 路線バス
最寄バス停留所は、国道15線上にある大森警察署と国道131号線上にある大森警察となる。以下の路線バスが乗り入れ、京浜急行バスにより運行されている。各路線の詳細は大森営業所・羽田営業所を参照。
大森警察署
- 蒲67系統：蒲田駅行

大森警察
- 森21系統：大森海岸駅経由大森駅行、羽田空港行
- 森23系統：大森海岸駅経由大森駅行、羽田車庫行
- 森26系統：大森海岸駅大森駅行、森ケ崎行
- 森27系統：八幡通り経由大森駅行、大森東五丁目行
- 森56系統：大森福祉事務所大森駅行、森ヶ崎行 ※平日のみ
- 蒲67系統：蒲田駅行、大森東五丁目行

## 隣の駅
京浜急行電鉄
 本線
■エアポート快特・■快特・■特急・■急行
通過
■普通
平和島駅 (KK08) - 大森町駅 (KK09) - 梅屋敷駅 (KK10)